# Zhou Xun

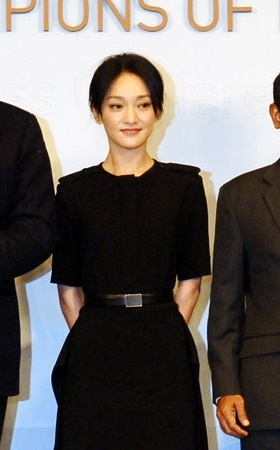
Zhou Xun

Zhou Xun (周迅), född 18 oktober 1974 i Quzhou, Zhejiang, Kina, är en kinesisk skådespelerska, sångerska och fotomodell.

## TV-serie
- Legend of the Condor Heroes (2003)
- Sky Lover (2001)
- Love Story in Shanghai (2000)
- April Rhapsody (2000)
- Da Ming Gong Ci (1998)
- Business Family
- Beach
- Home
- Hei Fen
- Du Shi Qing Yuan
- Maid in Green
- The Oranges are Red

## Filmografi
- Cloud Atlas (2012)
- The Encounter of Li Mi (2008)
- Ming Ming (2007)
- The Banquet (2006)
- Perhaps Love (2005)
- West Lake Moment, A (2005)
- Beauty Ever (2005)
- Babe in Love (2002)
- Duo Yi Dian Tian Zhen (2002)
- Little Chinese Seamstress (2001)
- Yan Yu Hong Yan (2001)
- Hollywood Hong Kong (2001)
- My Rice Noodle Shop (2001)
- Beijing Bicycle (2000)
- Suzhou River (1999)
- Where Have All the Flowers Gone (1999)
- The Emperor and the Assasin (1997)
- Temptress Moon (1996)
- A Spoiled Young Wife Goes to Earn a Living (1996)
- Maiden Rose (1995)
- Inside an Old Grave (1991)